# 7583 Розеґґер
7583 Розеґґер (7583 Rosegger) — астероїд головного поясу, відкритий 17 січня 1991 року.
Тіссеранів параметр щодо Юпітера — 3,224.